# Team Bravo España
Das Team Bravo España (auch: Bravo F1 oder Bravo Grand Prix) war ein spanischer Motorsportrennstall, der sich zur Formel-1-Saison 1993 meldete, letztlich aber nicht antrat. Das Team stand mit dem britischen Rennwagenkonstrukteur Simtek in Verbindung und unternahm eingehende Vorbereitungen für die Rennteilnahme. Nach dem plötzlichen Tod eines der Inhaber zog Bravo die Meldung vor dem ersten Saisonrennen zurück.

## Teamgeschichte
Gründer von Bravo España waren der spanische Ducati-Importeur Jaume Magrans i Perello und der französische Motorsportmanager Jean-François Mosnier, der in den 1980er-Jahren ein Quasi-Werksteam für Lola in der Formel 3000 geleitet hatte. Mit finanzieller und logistischer Unterstützung des spanischen Motorsportverbandes entwickelten Magrans und Mosnier im Laufe des Jahres 1992 die konzeptionellen Grundlagen des „ersten spanischen Werksteams in der Formel 1“.
Mit der Konstruktion des Chassis wurde der britische Spezialist Simtek beauftragt, der in der Formel-1-Saison 1992 einen Rennwagen an das unterfinanzierte und schlecht organisierte italienische Team Andrea Moda Formula geliefert hatte. Der Simtek-Inhaber Nick Wirth wurde als technischer Direktor des künftigen Rennstalls angekündigt. Die meisten Quellen gehen davon aus, dass sich Wirth bei der Konzeption des Bravo-Autos an seinem Andrea Moda S921 orientierte, der seinerseits auf einen Entwurf zurückging, den Simtek 1990 für BMW erstellt hatte: Wie der S921 sollte auch der Bravo S931 über einen Zehnzylindermotor von Judd (Typ GV) und ein Sechsganggetriebe von Dallara verfügen. Im Oktober 1992 begann bei Simtek der Aufbau zweier Chassis. Zur gleichen Zeit kündigte Bravo die Verpflichtung von Jordi Gené und Nicola Larini als Fahrer an; Teammanager sollte Adrián Campos werden.
Im Dezember 1992 starb Mosnier überraschend. Daraufhin kam das Bravo-Projekt zum Stocken. Die Finanzierung des Projekts war nach dem Tod Moisniers nicht mehr gesichert. Zudem bestand der S931 den obligatorischen Crashtest nicht. Mangels ausreichender Finanzmittel konnte der S931 nicht weiterentwickelt werden. Im Januar 1993 zog Bravo daraufhin die Meldung zur Formel-1-Weltmeisterschaft zurück.
Das Team meldete sich im Februar 1993 für die Teilnahme an der Formel 3000. Hier sollte ein Reynard-Chassis für Jordi Gené eingesetzt werden. Auch dieses Projekt scheiterte vor dem Beginn der Saison.